# Ungvári MTE
Ungvári MTE – węgierski klub piłkarski z siedzibą w Użhorodzie działający w latach 1919–1945.

## Historia
Klub został założony wiosną 1919 jako Ungvári Munkás Testedző Egyesület (Użgorodzkie Robotnicze Stowarzyszenie Ćwiczeń Ciała).
Po zakończeniu I wojny światowej Zakarpacie zostało przydzielone do Czechosłowacji i zgodnie z instrukcjami Związku Piłki Nożnej Czechosłowacji w 1920 roku zostały utworzone dwie żupy - „słowiańska” (drużyny piłkarskie narodowości czeskiej i słowackiej) oraz „zakarpacka” (Karpataijai Lobdoruho kerület) (węgierskie drużyny). Rozgrywki w każdej z zup odbywały się niezależnie.
W 1932 roku UMTE dotarł do finału mistrzostw Słowacji wśród węgierskich zespołów, a rok później zdobył tytuł najlepszej drużyny węgierskiej na Zakarpaciu i Słowacji. W 1933 po raz pierwszy i jedyny raz w historii drużyny ze słowiańskiej i zakarpackiej żup walczyli o tytuł absolutnego mistrza Słowacji. O wszystkim zadecydował trzeci mecz (wynik pierwszych dwóch - 3:2 i 0:1), w którym UMTE przegrał z lokalnym rywalem Ruś Użhorod - 3:2.
W 1934 roku został reorganizowany system rozgrywek w całym kraju, połączone w jedyne mistrzostwa Czechosłowacji. Najlepsze kluby piłkarskie zostały podzielone na 5 dywizji: średnioczeska, prowincji czeskiej, morawsko-śląska, słowacko-podkarpacka oraz związku niemieckiego. Jak widać, system rozgrywek piłkarskich w Czechosłowacji prowadzony był z podziałem na narodowość. Dywizja słowacka została podzielona na dwie grupy - zachodnia (drużyny zachodniej i środkowej Słowacji) i Wschodniej (wschodnia Słowacja i Zakarpacie). Na podstawie dotychczasowych wyników sportowych do dywizji wschodniej słowacko-podkarpackiej zostały przydzielone dwa silniejsze słowiańskie kluby (Ruś Użhorod i ČsŠK Użhorod) i dwa węgierskie kluby, które zajęli dwa pierwsze miejsca w swoich mistrzostwach (MSE Mukaczewo i Beregszászi FTC). Później do nich dołączył i Ungvári AC.
Po upadku Czechosłowacji w 1939 roku Zakarpacie okazało się pod panowaniem Węgier. Najlepsze zakarpackie kluby (Ruś Użhorod, Ungvári AC, MSE Mukaczewo i Beregszászi FTC) w sezonie 1939/40 startowały w drugiej lidze (Nemzeti Bajnokság B, Felvidéki csoport). Jedynie Ruś Użhorod utrzymała się w lidze, a reszta zespołów spadła do III ligi. UMTE startował w III lidze Felvidéki kupa, Déli csoport. W sezonie 1940/41 klub zrezygnował z dalszych rozgrywek i został wyłączony z ligi. Potem kontynuował działalność grając w rozgrywkach lokalnych.
Po przyjściu wojsk radzieckich latem 1945 został zorganizowany turniej wśród najlepszych drużyn Zakarpacia, aby wybrać reprezentację obwodu zakarpackiego (30 piłkarzy) na Spartakiadę Ukraińskiej SRR, która miała odbyć się od 23 sierpnia do 6 września 1945 w Kijowie. Awans do etapu finałowego zdobyły drużyny Ruś Użhorod, UMTE, Dynamo Mukaczewo i Werchowyna Berehowo. Czasu na wyłonienia mistrza Zakarpackiej Ukrainy brakowało i postanowiono zakończyć mistrzostwa po powrocie ze Spartakiady z Kijowa. Z piłkarzy tej czwórki powołano 2 reprezentacje, zwane Wschodnia-XI i Zachodnia-XI.
Potem klub został rozformowany.

## Osiągnięcia
- wicemistrz Słowacji: 1933
- mistrz Słowacji wśród drużyn węgierskich: 1933
- 5 miejsce w Felvidéki kupa, Déli csoport: 1938/1939
- 3-krotny mistrz Zakarpacia w okresie 1921-1938 (żupa zakarpacka): 1921, 1932, 1933